# Observatoire sociologique du changement
L' Observatoire sociologique du changement (OSC), était un centre de recherche en sciences sociales créé en 1989, rattaché à la Fondation nationale des sciences politiques (Sciences Po) et cohabilité par le CNRS, sous le label d'UMR n° 7049. 
En 2022, l'OSC devient le Centre de Recherche sur les Inégalités Sociales (CRIS, ou Center for Research on social InequalitieS).

## Histoire

### Genèse
Entre 1977 et 1981, le CNRS permet la mise en place du programme OCS, « Observation continue du changement social et culturel » proposé par Henri Mendras, qui travaille depuis 1956 à l'IEP où il assure des cours de sociologie rurale, Jacques Lautman, et Odile Benoit-Guilbot. Ce programme est novateur, associant 200 chercheurs de plusieurs disciplines autour d'une problématique et d'un objet central : le changement social et le local. Il s'agit d'appréhender le changement social à une échelle où des stratégies décisionnelles sont à l'œuvre. Le terrain d'étude est constitué de 60 localités françaises, autant de « systèmes d'action » ainsi analysés, interrogés sous plusieurs angles, méthodes et approches. Géographes, historiens, ethnologues, sociologues et économistes d'horizons divers échangent leurs points de vue, apportent leurs éclairages et s'associent pour construire un questionnaire commun. Ce dispositif d'études longitudinales d'une structure sociale locale ainsi créé voit ses travaux être sont publiés en 2002-2003 dans une collection en 18 volumes, les Cahiers de l'Observation du changement social.

### Création
Le CNRS décide de ne pas poursuivre l'aventure de l'OCS. Il soutient toutefois Mendras dans la création d'un nouveau laboratoire de recherche en sociologie à Sciences Po. Mendras joue un rôle clef dans l'organisation de la recherche dans cette discipline au sein de l'école, dont la montée en puissance s'inscrit dans un mouvement national. L'Observatoire sociologique du changement est créé en 1988 pour éclairer le changement social à l'aide de recherches empiriques, quantitatives et qualitatives, aux niveaux local comme global.
L'Observatoire sociologique du changement (OSC) est alors consacré à l'étude des transformations de la société française et plus généralement des pays développés, voire de ceux en développement (Brésil, Inde, par exemple). La comparaison internationale et l'orientation empirique, tout à la fois fondée sur des terrains qualitatifs et des enquêtes quantitatives, étaient des marques de fabrique spécifiques de ses recherches.

## Axes de recherche
La plupart des questions traitées par les membres de l'OSC incluent la mesure et les dynamiques des inégalités, quelles soient scolaires, sociales, de genre ou ethno-raciales. Phénomènes de stratification sociale et de ségrégation sont envisagés au travers de 5 axes majeurs :
- Politiques et dynamiques éducatives
- Mobilités et migrations
- Marché du travail et dynamiques familiales
- Villes et dynamiques urbaines
- Cultures et modes de vie

## Liste des directeurs successifs
- 1988-1996 : Henri Mendras[11]
- 1996-2001 : Philippe Besnard[12]
- 2003-2013 : Alain Chenu[13]
- 2014-2018 : Marco Oberti[14]
- 2019-2024: Mirna Safi